# Museu Casa de Nhozinho
O Museu Casa de Nhozinho, é um museu localizado na cidade de São Luís, no Maranhão, em seu Centro Histórico.

## Histórico
Inaugurado em 2002, foi instalado num casarão de 4 andares, construído no início do século XIX. Seu nome é uma homenagem ao artista popular, Antônio Bruno Pinto Nogueira (1904-1974), o Nhozinho, mestre na talha de buriti, nascido em Cururupu.

## Acervo
O museu reúne um conjunto primoroso de elementos do cotidiano regional, com peças indígenas, utensílios de pesca, carros de bois, teares de rede, vasos de cerâmica, toalhas de buriti, bonecos populares, plumárias indígenas, brinquedos que imitam bichos. Também guarda peças que revelam os costumes e a forma de viver do povo maranhense, desde os primórdios: ferros de gomar, fogões a carvão, a casa de farinha, a figura dos pregoeiro e o cofo, um tipo de cesto feito com folha de palmeiras nativas, como o babaçu.
Nos três pavimentos abertos à visitação pública, há uma loja de produtos regionais, um espaço para exposições temporárias e outro destinado a exposições permanentes.
No último andar, podem ser vistas peças do acervo artístico deixado por Nhozinho, como brincantes de bumba-meu-boi sotaque costa de mão, personagens do folclore maranhense, embarcações feitas em buriti, imagens para presépios, miniaturas das mulheres rendeiras, além das ferramentas que utilizava.